# Le Roman de Genji (film, 1987)
Pour les articles homonymes, voir Le Roman de Genji.
Le Roman de Genji (紫式部 源氏物語, Murasaki Shikibu: Genji monogatari) est un film d’animation sorti en 1987 au Japon et réalisé par Gisaburō Sugii. Il s’agit d’une adaptation du célèbre roman Le Dit du Genji de Murasaki Shikibu, datant du XIe siècle.

## Synopsis
Le film relate l’histoire du prince Genji (dit « le radieux ») à la cour impériale du Japon pendant l’époque de Heian. Sa mère étant morte alors qu’il était encore jeune, le Genji ne peut prétendre au trône et par conséquent, l’Empereur l’engage à fonder une nouvelle branche impériale. Au fil de l’œuvre, la vie du Genji oscille entre ses amours et ses ambitions politiques, la passion et la solitude. Charmeur et raffiné, il n’aura de cesse de façonner son idéal féminin.

## Présentation et analyse de l’œuvre

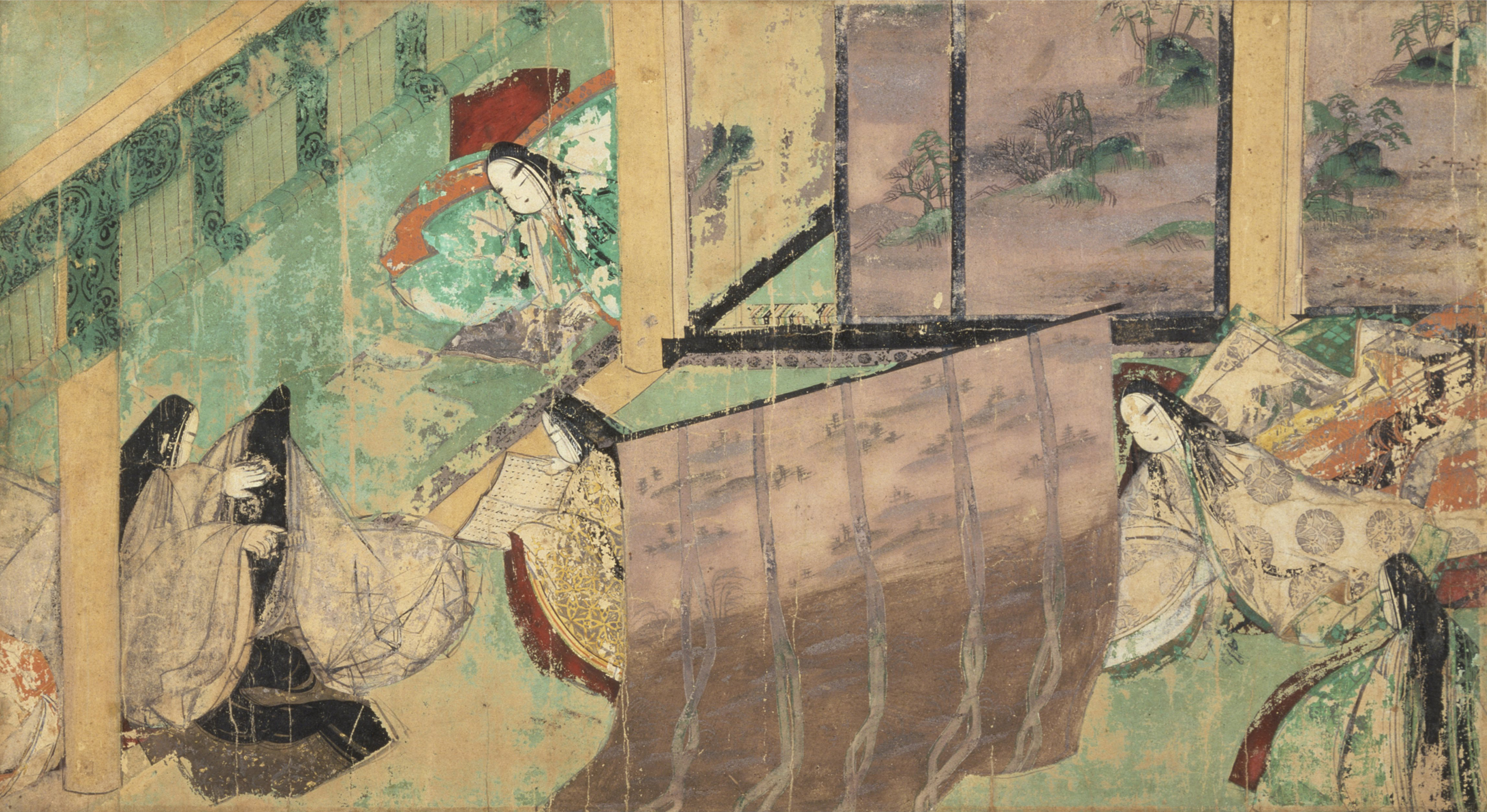
Morceau du rouleau du Genji Monogatari.

Ce film adapte une œuvre majeure de la littérature japonaise : Le Dit du Genji. Il s’agit pour beaucoup du premier roman psychologique au monde, peignant les vicissitudes que rencontrent les personnages. Par bien des aspects, l’œuvre est une critique incisive et complète des mœurs décadentes de la cour de Heian mais avec un regard intérieur, intime, car après tout, l’auteur est elle-même un membre de la cour. Les sujets abordés sont très en avance sur leur temps : il y a là la femme bafouée, le mari jaloux, la courtisane, le séducteur impénitent, la fascination du pouvoir, les différentes classes sociales, l’argent.

## Fiche technique
- Titre français : Le Roman de Genji[1]
- Titre original : 紫式部 源氏物語 (Murasaki Shikibu: Genji monogatari?)
- Réalisateur : Gisaburō Sugii
- D’après une œuvre de : Murasaki Shikibu
- Scénario : Tomomi Tsutsui
- Storyboard : Gisaburō Sugii
- Musique : Haruomi Hosono
- Character Design : Yasuhiro Nakura
- Directeur artistique : Mihoko Magoori
- Directeurs de l’animation : Tsuneo Maeda, Yasuhiro Nakura
- Directeur du son : Atsumi Tashiro
- Producteurs : Atsumi Tashiro, Masato Hara
- Assistant de réalisation : Masaharu Oguma
- Studio : Group TAC
- Pays d'origine :  Japon
- Durée : 110 minutes
- Date de sortie :
  - Japon 19 décembre 1987[2]

Source.

### Doublage (VO)
|                                      | Voix japonaise   |
| ------------------------------------ | ---------------- |
| Dame Murasaki                        | Megumi Yokoyama  |
| Dame Rokujou Miyasundokoro           | Miwako Kaji      |
| Le Genji                             | Morio Kazama     |
| Dame Fujitsubo                       | Reiko Ōhara      |
| Dame Aoi                             | Reiko Tajima     |
| Dame Oborozukiyo                     | Jun Fubuki       |
| Tou-no-Chuujou                       | Masane Tsukayama |
| Yuugao                               | Midori Hagio     |
| Koremitsu                            | Shigeru Yazaki   |
| Tou-no-Ben                           | Bin Shimada      |
| L'udaijin (fonctionnaire impérial)   | Chikao Ōtsuka    |
| L'ermite de Kitayama                 | Fujio Tokita     |
| L'évêque                             | Goro Naya        |
| Dame Koukiden                        | Hisako Okata     |
| Domestique de Murasaki               | Kazue Suzuki     |
| Toushikibunojou                      | Kazuhisa Seshimo |
| L'empereur Suzaku                    | Kazuo Hayashi    |
| La nourrice Shounagon                | Masako Katsuki   |
| Le sadaijin (fonctionnaire impérial) | Mento Tamura     |
| Oumyoubu (domestique de Fujitsubo)   | Mirai Boke       |
| L'empereur Kiritsubo                 | Nachi Nozawa     |
| Ukon                                 | Nana Aoki        |
| Le vieux concierge                   | Ryuuji Saikachi  |
| Sama-no-kami                         | Yoshito Yasuhara |
| Ootakebe                             | Youko Maruyama   |

Source.